# Scorrano
Scorrano es una localidad italiana de la provincia de Lecce, región de Puglia, con 6.988 habitantes.

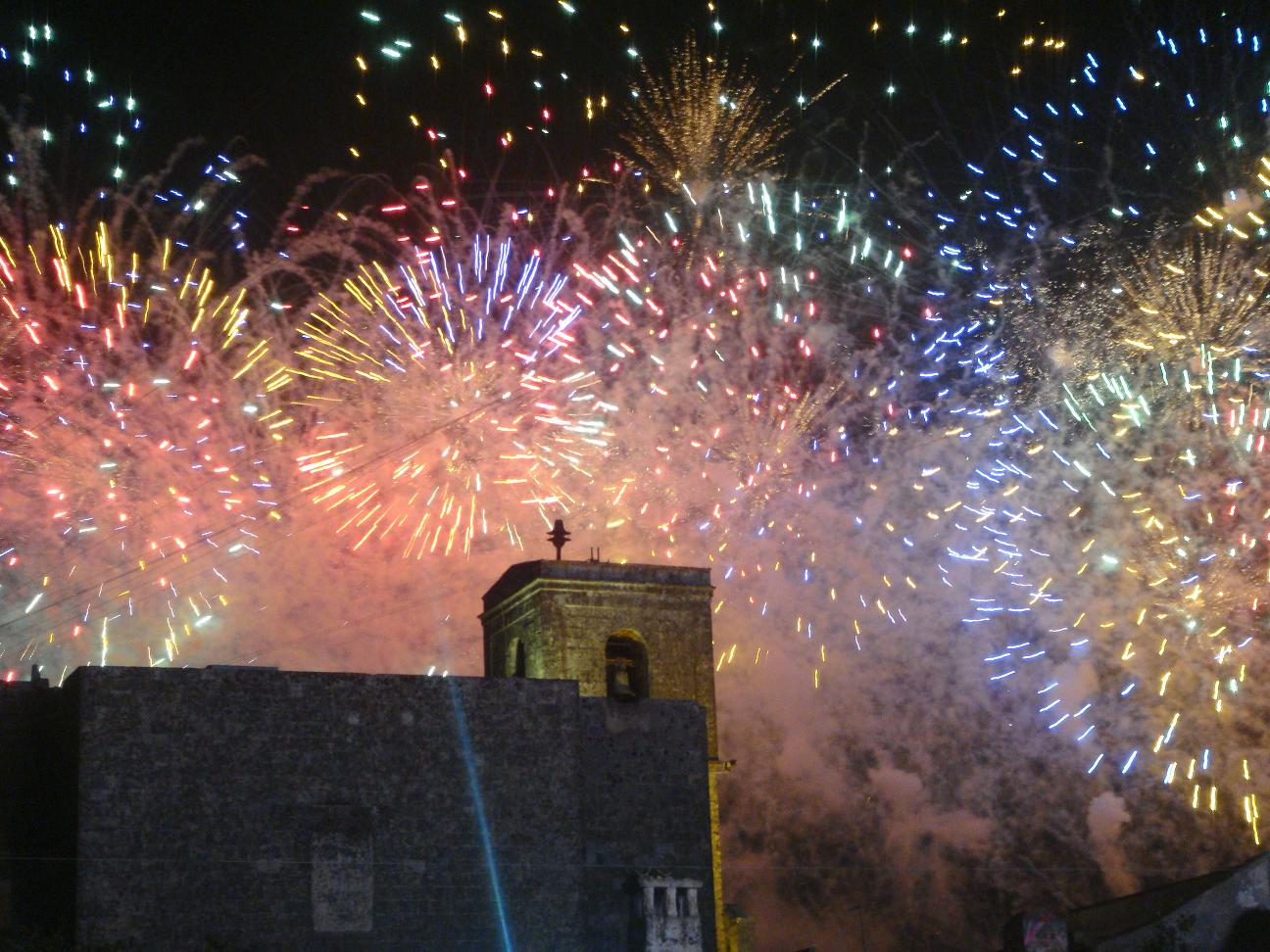
Scorrano

## Evolución demográfica
| Gráfica de evolución demográfica de Scorrano entre 1861 y 2001 |
|                                                                |
| Fuente ISTAT - elaboración gráfica de Wikipedia                |